# Carlos Salzedo
Carlos Salzedo (Arcachon, 6 aprile 1885 – Waterville, 17 agosto 1961) è stato un arpista, compositore e direttore d'orchestra statunitense di origine francese.
Dopo gli studi a Parigi, svolse un'intensa e brillante carriera concertistica. Nel 1909 si stabilì a New York, dove fu anche direttore d'orchestra e didatta.
Compose concerti e pezzi vari per una o più arpe tra cui le Variazioni su un tema in stile antico per arpa solista. Al suo strumento dedicò inoltre un valido metodo didattico.